# J'ai compromis ma femme
J'ai compromis ma femme est une comédie en 1 acte mêlée de chant d'Eugène Labiche et Alfred Delacour, représentée pour la 1re fois à Paris au théâtre du Gymnase le 13 février 1861.
Elle n'est pratiquement plus jouée aujourd'hui.
L'œuvre a été publiée aux Éditions Michel Lévy frères.

## Distribution
| Acteurs et actrices ayant créé les rôles |                   |
| Personnage                               | Acteur ou actrice |
| Verdinet, agent de change                | Geoffroy          |
| Galinois, ancien notaire                 | Lesueur           |
| Ernest de Monnerville                    | M. Gilbert        |
| Hector de Marbeuf                        | M. Tousé          |
| Jean                                     | M. Lefort         |
| Mme Désaubrais                           | Mme Georgina      |
| Henriette Verdinet                       | Mme Albrecht      |